# Mistrzostwa Świata Juniorek w Piłce Siatkowej 2011
Mistrzostwa Świata Juniorek odbyły się w dniach 22–31 lipca 2011 w dwóch peruwiańskich miejscowościach – Lima i Trujillo. W pierwszej rundzie 16 zespołów zostało podzielonych na cztery grupy. Dwie pierwsze reprezentacje z każdej z grup awansują do drugiej rundy i będą walczyć o miejsca 1-8 w grupach E i F, drużyny z miejsc trzecich i czwartych utworzą grupy G i H i będą rywalizować o miejsca 9-16.

## Kwalifikacje
Awans do mistrzostw świata uzyskało prócz gospodarza, który otrzymał automatyczną kwalifikację 15 zespołów z pięciu konfederacji.

### Afryka (CAVB)
Mistrzostwa Afryki Juniorek rozgrywane w Tunisie (Tunezja) w dniach 10 października - 14 października 2010 były jednocześnie kwalifikacyjnym turniejem do Mistrzostw Świata Juniorek. W mistrzostwach Afryki wystartowało 5 zespołów z czego dwa najlepsze uzyskały awans do Mistrzostw w Peru:
- Egipt - mistrz Afryki juniorek
- Tunezja - wicemistrz Afryki juniorek

### Azja (AVC)
Mistrzostwa Azji Juniorek rozgrywane w Hải Dương w Wietnamie w dniach 12 września - 20 września 2010 były jednocześnie kwalifikacyjnym turniejem do Mistrzostw Świata Juniorek. W mistrzostwach Azji wystartowało 15 zespołów z czego trzy najlepsze uzyskały awans do Mistrzostw w Peru:
- Chiny - mistrz Azji juniorek
- Korea Południowa - wicemistrz Azji juniorek
- Japonia - trzecie miejsce w mistrzostwach Azji juniorek

### Ameryka Południowa (CSV)
Mistrzostwa Ameryki Południowej Juniorek rozgrywane w Evigado w Kolumbii w dniach 9 października - 16 października 2010 były jednocześnie kwalifikacyjnym turniejem do Mistrzostw Świata Juniorek. W mistrzostwach Ameryki Południowej wystartowało 7 zespołów z czego najlepszy zespół uzyskał awans do Mistrzostw w Peru, dodatkowe miejsce z tej konfederacji przypadło organizatorom Mistrzostw Świata Juniorek, w sumie awans z tej konfederacji uzyskały dwa zespoły:
- Brazylia - mistrz Ameryki Południowej
- Peru - organizator Mistrzostw Świata Juniorek

### Ameryka Północna (NORCECA)
Mistrzostwa Ameryki Północnej (w tym Centralnej, Środkowej i Regionu Karaibów) Juniorek rozgrywane w Tijuanie w Meksyku w dniach 3 lipca - 11 lipca 2010 były jednocześnie kwalifikacyjnym turniejem do Mistrzostw Świata Juniorek. W mistrzostwach Ameryki Północnej wystartowało 10 zespołów z czego trzy najlepsze zespoły uzyskał awans do Mistrzostw w Peru:
- Stany Zjednoczone - mistrz Ameryki Północnej
- Dominikana - wicemistrz Ameryki Północnej
- Kuba - trzecie miejsce w mistrzostwach Ameryki Północnej juniorek

### Europa (CEV)
Awans do Mistrzostw Świata z tej konfederacji uzyskało sześć reprezentacji, jedno miejsce przypadło mistrzynią Europy juniorek rozgrywanych w Serbii w dniach 3 września - 12 września 2010 roku w Serbii. O kolejne miejsca przyszło zespołom rywalizować w czterech turniejach eliminacyjnych, które odbyły się w dniach 18 maja - 22 maja 2011 roku rozgrywanych w miejscowościach:  Zrenjanin,  Novalja,  Moskwa,  Bardejov, z których awans uzyskali zwycięzcy grup oraz najlepszy zespół z drugich miejsc. W sumie ze strefy CEV awans uzyskało sześć zespołów:
- Włochy - mistrz Europy Juniorek
- Polska - zwyciężczynie kwalifikacji (Zrenjanin)
- Belgia - zwyciężczynie kwalifikacji (Novalja)
- Rosja - zwyciężczynie kwalifikacji (Moskwa)
- Słowacja - zwyciężczynie kwalifikacji (Bardejov)
- Serbia - najlepszy zespół z drugiego miejsca w kwalifikacjach

## System rozgrywek
Rozgrywki podzielone zostały na cztery rundy:
1. pierwsza faza grupowa - 24 mecze,
2. druga faza grupowa - 24 mecze,
3. pierwsza runda fazy pucharowej - 8 meczów,
4. druga runda fazy pucharowej - 8 meczów.

Łącznie rozegrane zostaną 64 mecze. 
W pierwszej fazie grupowej w czterech grupach (A, B, C, D) rozmieszczono po cztery zespoły, które rozegrały ze sobą po jednym meczu. Drużyny zajmujące w swojej grupie miejsca 1-2 przydzielone zostały do grup E i F, a te, które zajęły miejsca 3-4 znalazły się w grupach G i H. 
Grupy drugiej fazy grupowej ustalone zostały na podstawie schematu:
| Grupa E | Grupa F | Grupa G | Grupa H |
| ------- | ------- | ------- | ------- |
| A1      | A2      | A3      | A4      |
| B2      | B1      | B4      | B3      |
| C1      | C2      | C3      | C4      |
| D2      | D1      | D4      | D3      |

- Reprezentacje, które zajęły miejsca 1-2 w grupach E i F awansowały do półfinałów.
- Reprezentacje, które zajęły miejsca 3-4 w grupach E i F rozgrywały mecze o miejsca 5-8.
- Reprezentacje, które zajęły miejsca 1-2 w grupach G i H rozgrywały mecze o miejsca 9-12.
- Reprezentacje, które zajęły miejsca 3-4 w grupach G i H rozgrywały mecze o miejsca 13-16[1].

## Maskotka
Maskotka przedstawia nagiego psa peruwiańskiego o imieniu Warmi, ubrana w strój siatkarski w narodowych barwach Peru trzymająca pod pachą piłkę. Imię maskotki inspirowane jest słowem oznaczającym kobietę z języka keczua.

## Hale[2]
- Coliseo Eduardo Dibós (Lima)
- Coliseo Gran Chimu (Trujillo)

## Uczestnicy[3]
| Grupa A (Trujillo)          | Grupa B (Lima)              | Grupa C (Trujillo)                               | Grupa D (Lima)                 |
| --------------------------- | --------------------------- | ------------------------------------------------ | ------------------------------ |
| Peru Egipt Tunezja Słowacja | Brazylia Serbia Włochy Kuba | Stany Zjednoczone Belgia Korea Południowa Polska | Japonia Dominikana Chiny Rosja |

## Pierwsza runda

### Grupa A
| Data  | Godzina | 1 drużyna | 2 drużyna | Wynik | Set 1 | Set 2 | Set 3 | Set 4 | Set 5 | Suma    | Statystyki |
| 22.07 | 16:30   | Słowacja  | Tunezja   | 3 : 0 | 25:15 | 25:10 | 25:14 |       |       | 75:39   | P2 P3      |
| 22.07 | 03:15   | Peru      | Egipt     | 3 : 0 | 25:18 | 25:17 | 25:16 |       |       | 75:51   | P2 P3      |
| 23.07 | 18:30   | Egipt     | Słowacja  | 0 : 3 | 20:25 | 10:25 | 10:25 |       |       | 40:75   | P2 P3      |
| 23.07 | 02:15   | Peru      | Tunezja   | 3 : 0 | 25:7  | 25:11 | 25:10 |       |       | 75:28   | P2 P3      |
| 24.07 | 18:30   | Tunezja   | Egipt     | 3 : 2 | 26:24 | 25:22 | 21:25 | 20:25 | 17:15 | 109:111 | P2 P3      |
| 24.07 | 01:15   | Peru      | Słowacja  | 3 : 0 | 25:21 | 25:22 | 25:20 |       |       | 75:63   | P2 P3      |

| Lp. | Drużyna  | Pkt | Mecze | Mecze   | Mecze   | Małe punkty | Małe punkty | Małe punkty | Sety | Sety | Sety  |
| Lp. | Drużyna  | Pkt | M     | W (3:2) | P (2:3) | zdob.       | str.        | ratio       | wyg. | prz. | ratio |
| --- | -------- | --- | ----- | ------- | ------- | ----------- | ----------- | ----------- | ---- | ---- | ----- |
| 1   | Peru     | 9   | 3     | 3 (0)   | 0 (0)   | 225         | 142         | 1.585       | 9    | 0    | MAX   |
| 2   | Słowacja | 6   | 3     | 2 (0)   | 1 (0)   | 213         | 154         | 1.383       | 6    | 3    | 2.000 |
| 3   | Tunezja  | 2   | 3     | 1 (1)   | 2 (0)   | 176         | 261         | 0.674       | 3    | 8    | 0.375 |
| 4   | Egipt    | 1   | 3     | 0 (0)   | 3 (1)   | 202         | 259         | 0.780       | 2    | 9    | 0.222 |

Źródło: FIVB
Punktacja: 3:0 i 3:1 – 3 pkt; 3:2 – 2 pkt; 2:3 – 1 pkt; 1:3 i 0:3 – 0 pkt

### Grupa B
| Data  | Godzina | 1 drużyna | 2 drużyna | Wynik | Set 1 | Set 2 | Set 3 | Set 4 | Set 5 | Suma  | Statystyki |
| 22.07 | 23:15   | Brazylia  | Włochy    | 3 : 1 | 23:25 | 25:20 | 25:18 | 25:16 |       | 98:79 | P2 P3      |
| 22.07 | 01:15   | Serbia    | Kuba      | 3 : 1 | 25:22 | 23:25 | 25:17 | 25:10 |       | 98:74 | P2 P3      |
| 23.07 | 18:30   | Włochy    | Kuba      | 3 : 0 | 25:16 | 25:12 | 26:24 |       |       | 76:52 | P2 P3      |
| 23.07 | 02:15   | Brazylia  | Serbia    | 3 : 1 | 23:25 | 25:15 | 25:21 | 25:18 |       | 98:79 | P2 P3      |
| 24.07 | 16:30   | Serbia    | Włochy    | 0 : 3 | 14:25 | 15:25 | 20:25 |       |       | 49:75 | P2 P3      |
| 24.07 | 18:30   | Kuba      | Brazylia  | 0 : 3 | 13:25 | 15:25 | 21:25 |       |       | 49:75 | P2 P3      |

| Lp. | Drużyna  | Pkt | Mecze | Mecze   | Mecze   | Małe punkty | Małe punkty | Małe punkty | Sety | Sety | Sety  |
| Lp. | Drużyna  | Pkt | M     | W (3:2) | P (2:3) | zdob.       | str.        | ratio       | wyg. | prz. | ratio |
| --- | -------- | --- | ----- | ------- | ------- | ----------- | ----------- | ----------- | ---- | ---- | ----- |
| 1   | Brazylia | 9   | 3     | 3 (0)   | 0 (0)   | 271         | 207         | 1.309       | 9    | 2    | 4.500 |
| 2   | Włochy   | 6   | 3     | 2 (0)   | 1 (0)   | 230         | 199         | 1.156       | 7    | 3    | 2.333 |
| 3   | Serbia   | 3   | 3     | 1 (0)   | 2 (0)   | 226         | 247         | 0.915       | 4    | 7    | 0.571 |
| 4   | Kuba     | 0   | 3     | 0 (0)   | 3 (0)   | 175         | 249         | 0.703       | 1    | 9    | 0.111 |

Źródło: FIVB
Punktacja: 3:0 i 3:1 – 3 pkt; 3:2 – 2 pkt; 2:3 – 1 pkt; 1:3 i 0:3 – 0 pkt

### Grupa C
| Data  | Godzina | 1 drużyna         | 2 drużyna         | Wynik | Set 1 | Set 2 | Set 3 | Set 4 | Set 5 | Razem   | Statystyki |
| 22.07 | 18:30   | Polska            | Korea Południowa  | 2 : 3 | 25:22 | 22:25 | 26:24 | 19:25 | 10:15 | 102:111 | P2 P3      |
| 22.07 | 00:00   | Stany Zjednoczone | Belgia            | 3 : 0 | 25:21 | 25:18 | 25:16 |       |       | 75:55   | P2 P3      |
| 23.07 | 16:30   | Belgia            | Korea Południowa  | 3 : 1 | 25:19 | 25:16 | 18:25 | 25:20 |       | 93:80   | P2 P3      |
| 23.07 | 23:30   | Stany Zjednoczone | Polska            | 3 : 1 | 25:19 | 16:25 | 29:27 | 25:14 |       | 95:85   | P2 P3      |
| 24.07 | 16:30   | Polska            | Belgia            | 1 : 3 | 25:20 | 21:25 | 24:26 | 16:25 |       | 86:96   | P2 P3      |
| 24.07 | 22:30   | Korea Południowa  | Stany Zjednoczone | 0 : 3 | 23:25 | 14:25 | 23:25 |       |       | 60:75   | P2 P3      |

| Lp. | Drużyna           | Pkt | Mecze | Mecze   | Mecze   | Małe punkty | Małe punkty | Małe punkty | Sety | Sety | Sety  |
| Lp. | Drużyna           | Pkt | M     | W (3:2) | P (2:3) | zdob.       | str.        | ratio       | wyg. | prz. | ratio |
| --- | ----------------- | --- | ----- | ------- | ------- | ----------- | ----------- | ----------- | ---- | ---- | ----- |
| 1   | Stany Zjednoczone | 9   | 3     | 3 (0)   | 0 (0)   | 245         | 200         | 1.225       | 9    | 1    | 9.000 |
| 2   | Belgia            | 6   | 3     | 2 (0)   | 1 (0)   | 244         | 241         | 1.012       | 6    | 5    | 1.200 |
| 3   | Korea Południowa  | 2   | 3     | 1 (1)   | 2 (0)   | 251         | 270         | 0.930       | 4    | 8    | 0.500 |
| 4   | Polska            | 1   | 3     | 0 (0)   | 3 (1)   | 273         | 302         | 0.904       | 4    | 9    | 0.444 |

Źródło: FIVB
Punktacja: 3:0 i 3:1 – 3 pkt; 3:2 – 2 pkt; 2:3 – 1 pkt; 1:3 i 0:3 – 0 pkt

### Grupa D
| Data  | Godzina | 1 drużyna  | 2 drużyna  | Wynik | Set 1 | Set 2 | Set 3 | Set 4 | Set 5 | Suma  | Statystyki |
| 22.07 | 16:30   | Japonia    | Dominikana | 1 : 3 | 14:25 | 20:25 | 25:20 | 22:25 |       | 81:95 | P2 P3      |
| 22.07 | 18:30   | Rosja      | Chiny      | 0 : 3 | 19:25 | 19:25 | 25:27 |       |       | 63:77 | P2 P3      |
| 23.07 | 16:30   | Dominikana | Rosja      | 3 : 1 | 17:25 | 25:21 | 25:20 | 25:20 |       | 92:85 | P2 P3      |
| 23.07 | 00:15   | Japonia    | Chiny      | 1 : 3 | 18:25 | 25:17 | 23:25 | 19:25 |       | 85:92 | P2 P3      |
| 24.07 | 23:15   | Chiny      | Dominikana | 3 : 0 | 25:23 | 25:21 | 25:23 |       |       | 75:67 | P2 P3      |
| 24.07 | 01:15   | Rosja      | Japonia    | 3 : 0 | 25:23 | 25:22 | 25:19 |       |       | 75:64 | P2 P3      |

| Lp. | Drużyna    | Pkt | Mecze | Mecze   | Mecze   | Małe punkty | Małe punkty | Małe punkty | Sety | Sety | Sety  |
| Lp. | Drużyna    | Pkt | M     | W (3:2) | P (2:3) | zdob.       | str.        | ratio       | wyg. | prz. | ratio |
| --- | ---------- | --- | ----- | ------- | ------- | ----------- | ----------- | ----------- | ---- | ---- | ----- |
| 1   | Chiny      | 9   | 3     | 3 (0)   | 0 (0)   | 244         | 215         | 1.135       | 9    | 1    | 9.000 |
| 2   | Dominikana | 6   | 3     | 2 (0)   | 1 (0)   | 254         | 241         | 1.054       | 6    | 5    | 1.200 |
| 3   | Rosja      | 3   | 3     | 1 (0)   | 2 (0)   | 223         | 233         | 0.957       | 4    | 6    | 0.667 |
| 4   | Japonia    | 0   | 3     | 0 (0)   | 3 (0)   | 230         | 262         | 0.878       | 2    | 9    | 0.222 |

Źródło: FIVB
Punktacja: 3:0 i 3:1 – 3 pkt; 3:2 – 2 pkt; 2:3 – 1 pkt; 1:3 i 0:3 – 0 pkt

## Druga runda

### Grupa E (1–8)
| Data  | Godzina | 1 drużyna         | 2 drużyna         | Wynik | Set 1 | Set 2 | Set 3 | Set 4 | Set 5 | Razem  | Statystyki |
| 26.07 | 01:15   | Stany Zjednoczone | Dominikana        | 3 : 0 | 25:11 | 25:15 | 25:23 |       |       | 75:49  | P2 P3      |
| 26.07 | 03:15   | Włochy            | Peru              | 3 : 0 | 25:23 | 25:20 | 25:14 |       |       | 75:57  | P2 P3      |
| 27.07 | 01:15   | Stany Zjednoczone | Włochy            | 1 : 3 | 23:25 | 18:25 | 25:21 | 20:25 |       | 86:96  | P2 P3      |
| 27.07 | 03:15   | Dominikana        | Peru              | 3 : 0 | 25:19 | 26:24 | 25:15 |       |       | 76:58  | P2 P3      |
| 28.07 | 01:15   | Włochy            | Dominikana        | 3 : 1 | 25:19 | 25:22 | 20:25 | 25:20 |       | 95:86  | P2 P3      |
| 28.07 | 03:15   | Peru              | Stany Zjednoczone | 3 : 2 | 21:25 | 25:19 | 22:25 | 25:20 | 15:9  | 108:98 | P2 P3      |

| Lp. | Drużyna           | Pkt | Mecze | Mecze   | Mecze   | Małe punkty | Małe punkty | Małe punkty | Sety | Sety | Sety  |
| Lp. | Drużyna           | Pkt | M     | W (3:2) | P (2:3) | zdob.       | str.        | ratio       | wyg. | prz. | ratio |
| --- | ----------------- | --- | ----- | ------- | ------- | ----------- | ----------- | ----------- | ---- | ---- | ----- |
| 1   | Włochy            | 9   | 3     | 3 (0)   | 0 (0)   | 266         | 229         | 1.162       | 9    | 2    | 4.500 |
| 2   | Stany Zjednoczone | 4   | 3     | 1 (0)   | 2 (1)   | 259         | 253         | 1.024       | 6    | 6    | 1.000 |
| 3   | Dominikana        | 3   | 3     | 1 (0)   | 2 (0)   | 211         | 228         | 0.925       | 4    | 6    | 0.667 |
| 4   | Peru              | 2   | 3     | 1 (1)   | 2 (0)   | 223         | 249         | 0.896       | 3    | 8    | 0.375 |

Źródło: FIVB
Punktacja: 3:0 i 3:1 – 3 pkt; 3:2 – 2 pkt; 2:3 – 1 pkt; 1:3 i 0:3 – 0 pkt
Zasady ustalania kolejności: 1. liczba punktów; 2. liczba zwycięstw; 3. stosunek małych punktów; 4. stosunek setów

### Grupa F (1–8)
| Data  | Godzina | 1 drużyna | 2 drużyna | Wynik | Set 1 | Set 2 | Set 3 | Set 4 | Set 5 | Razem  | Statystyki |
| 26.07 | 01:15   | Brazylia  | Belgia    | 3 : 0 | 25:22 | 25:20 | 25:21 |       |       | 75:63  | P2 P3      |
| 26.07 | 03:15   | Słowacja  | Chiny     | 1 : 3 | 23:25 | 25:20 | 23:25 | 21:25 |       | 92:95  | P2 P3      |
| 27.07 | 01:15   | Chiny     | Belgia    | 3 : 0 | 25:19 | 25:18 | 25:19 |       |       | 75:56  | P2 P3      |
| 27.07 | 03:15   | Słowacja  | Brazylia  | 0 : 3 | 13:25 | 22:25 | 12:25 |       |       | 47:75  | P2 P3      |
| 28.07 | 01:15   | Brazylia  | Chiny     | 3 : 0 | 29:27 | 25:19 | 25:20 |       |       | 79:66  | P2 P3      |
| 28.07 | 03:15   | Belgia    | Słowacja  | 3 : 2 | 17:25 | 11:25 | 25:18 | 25:21 | 15:12 | 93:101 | P2 P3      |

| Lp. | Drużyna  | Pkt | Mecze | Mecze   | Mecze   | Małe punkty | Małe punkty | Małe punkty | Sety | Sety | Sety  |
| Lp. | Drużyna  | Pkt | M     | W (3:2) | P (2:3) | zdob.       | str.        | ratio       | wyg. | prz. | ratio |
| --- | -------- | --- | ----- | ------- | ------- | ----------- | ----------- | ----------- | ---- | ---- | ----- |
| 1   | Brazylia | 9   | 3     | 3 (0)   | 0 (0)   | 229         | 176         | 1.301       | 9    | 0    | MAX   |
| 2   | Chiny    | 6   | 3     | 2 (0)   | 1 (0)   | 236         | 227         | 1.040       | 6    | 4    | 1.500 |
| 3   | Słowacja | 2   | 3     | 1 (1)   | 2 (0)   | 212         | 251         | 0.845       | 3    | 8    | 0.375 |
| 4   | Belgia   | 1   | 3     | 0 (0)   | 3 (1)   | 240         | 263         | 0.913       | 3    | 9    | 0.333 |

Źródło: FIVB
Punktacja: 3:0 i 3:1 – 3 pkt; 3:2 – 2 pkt; 2:3 – 1 pkt; 1:3 i 0:3 – 0 pkt
Zasady ustalania kolejności: 1. liczba punktów; 2. liczba zwycięstw; 3. stosunek małych punktów; 4. stosunek setów

### Grupa G (9–16)
| Data  | Godzina | 1 drużyna        | 2 drużyna        | Wynik | Set 1 | Set 2 | Set 3 | Set 4 | Set 5 | Razem | Statystyki |
| 26.07 | 16:30   | Kuba             | Korea Południowa | 3 : 1 | 25:23 | 18:25 | 26:24 | 25:17 |       | 94:89 | P2 P3      |
| 26.07 | 18:30   | Tunezja          | Japonia          | 0 : 3 | 9:25  | 15:25 | 14:25 |       |       | 38:75 | P2 P3      |
| 27.07 | 16:30   | Japonia          | Korea Południowa | 3 : 0 | 25:20 | 25:13 | 25:9  |       |       | 75:42 | P2 P3      |
| 27.07 | 18:30   | Tunezja          | Kuba             | 0 : 3 | 15:25 | 13:25 | 12:25 |       |       | 40:75 | P2 P3      |
| 28.07 | 16:30   | Kuba             | Japonia          | 3 : 0 | 25:20 | 25:20 | 25:19 |       |       | 75:59 | P2 P3      |
| 28.07 | 18:30   | Korea Południowa | Tunezja          | 3 : 0 | 25:17 | 25:17 | 25:17 |       |       | 75:51 | P2 P3      |

| Lp. | Drużyna          | Pkt | Mecze | Mecze   | Mecze   | Małe punkty | Małe punkty | Małe punkty | Sety | Sety | Sety  |
| Lp. | Drużyna          | Pkt | M     | W (3:2) | P (2:3) | zdob.       | str.        | ratio       | wyg. | prz. | ratio |
| --- | ---------------- | --- | ----- | ------- | ------- | ----------- | ----------- | ----------- | ---- | ---- | ----- |
| 1   | Kuba             | 9   | 3     | 3 (0)   | 0 (0)   | 244         | 188         | 1.298       | 9    | 1    | 9.000 |
| 2   | Japonia          | 6   | 3     | 2 (0)   | 1 (0)   | 209         | 155         | 1.348       | 6    | 3    | 2.000 |
| 3   | Korea Południowa | 3   | 3     | 1 (0)   | 2 (0)   | 206         | 220         | 0.936       | 4    | 6    | 0.667 |
| 4   | Tunezja          | 0   | 3     | 0 (0)   | 3 (0)   | 129         | 225         | 0.573       | 0    | 9    | 0.000 |

Źródło: FIVB
Punktacja: 3:0 i 3:1 – 3 pkt; 3:2 – 2 pkt; 2:3 – 1 pkt; 1:3 i 0:3 – 0 pkt
Zasady ustalania kolejności: 1. liczba punktów; 2. liczba zwycięstw; 3. stosunek małych punktów; 4. stosunek setów

### Grupa H (9–16)
| Data  | Godzina | 1 drużyna | 2 drużyna | Wynik | Set 1 | Set 2 | Set 3 | Set 4 | Set 5 | Razem   | Statystyki |
| 26.07 | 16:30   | Egipt     | Rosja     | 0 : 3 | 10:25 | 20:25 | 11:25 |       |       | 41:75   | P2 P3      |
| 26.07 | 18:30   | Serbia    | Polska    | 2 : 3 | 21:25 | 17:25 | 25:14 | 25:18 | 11:15 | 99:97   | P2 P3      |
| 27.07 | 16:30   | Rosja     | Polska    | 3 : 0 | 25:19 | 25:17 | 25:18 |       |       | 75:54   | P2 P3      |
| 27.07 | 18:30   | Egipt     | Serbia    | 0 : 3 | 16:25 | 5:25  | 27:29 |       |       | 48:79   | P2 P3      |
| 28.07 | 16:30   | Serbia    | Rosja     | 2 : 3 | 24:26 | 25:19 | 19:25 | 25:20 | 11:15 | 104:105 | P2 P3      |
| 28.07 | 18:30   | Polska    | Egipt     | 3 : 1 | 25:14 | 25:15 | 23:25 | 25:15 |       | 98:69   | P2 P3      |

| Lp. | Drużyna | Pkt | Mecze | Mecze   | Mecze   | Małe punkty | Małe punkty | Małe punkty | Sety | Sety | Sety  |
| Lp. | Drużyna | Pkt | M     | W (3:2) | P (2:3) | zdob.       | str.        | ratio       | wyg. | prz. | ratio |
| --- | ------- | --- | ----- | ------- | ------- | ----------- | ----------- | ----------- | ---- | ---- | ----- |
| 1   | Rosja   | 8   | 3     | 3 (1)   | 0 (0)   | 255         | 199         | 1.281       | 9    | 2    | 4.500 |
| 2   | Polska  | 5   | 3     | 2 (1)   | 1 (0)   | 249         | 243         | 1.025       | 6    | 6    | 1.000 |
| 3   | Serbia  | 5   | 3     | 1 (0)   | 2 (2)   | 282         | 250         | 1.128       | 7    | 6    | 1.167 |
| 4   | Egipt   | 0   | 3     | 0 (0)   | 3 (0)   | 158         | 252         | 0.627       | 1    | 9    | 0.111 |

Źródło: FIVB
Punktacja: 3:0 i 3:1 – 3 pkt; 3:2 – 2 pkt; 2:3 – 1 pkt; 1:3 i 0:3 – 0 pkt
Zasady ustalania kolejności: 1. liczba punktów; 2. liczba zwycięstw; 3. stosunek małych punktów; 4. stosunek setów

## Runda półfinałowa

### Mecze o miejsca 13–16
| Data  | Godzina | 1 drużyna        | 2 drużyna | Wynik | Set 1 | Set 2 | Set 3 | Set 4 | Set 5 | Razem | Statystyki |
| 30.07 | 16:00   | Tunezja          | Serbia    | 0 : 3 | 14:25 | 12:25 | 13:25 |       |       | 39:75 | P2 P3      |
| 30.07 | 18:00   | Korea Południowa | Egipt     | 3 : 0 | 25:13 | 25:2  | 25:17 |       |       | 75:32 | P2 P3      |

### Mecze o miejsca 9–12
| Data  | Godzina | 1 drużyna | 2 drużyna | Wynik | Set 1 | Set 2 | Set 3 | Set 4 | Set 5 | Razem  | Statystyki |
| 30.07 | 20:00   | Kuba      | Polska    | 1 : 3 | 21:25 | 25:18 | 14:25 | 22:25 |       | 82:93  | P2 P3      |
| 30.07 | 22:00   | Japonia   | Rosja     | 2 : 3 | 25:23 | 16:25 | 17:25 | 25:17 | 11:15 | 94:105 | P2 P3      |

### Mecze o miejsca 5–8
| Data  | Godzina | 1 drużyna  | 2 drużyna | Wynik | Set 1 | Set 2 | Set 3 | Set 4 | Set 5 | Razem  | Statystyki |
| 30.07 | 20:00   | Dominikana | Słowacja  | 3 : 1 | 25:18 | 17:25 | 25:19 | 25:18 |       | 92:80  | P2 P3      |
| 30.07 | 03:15   | Belgia     | Peru      | 1 : 3 | 19:25 | 25:23 | 19:25 | 25:27 |       | 88:100 | P2 P3      |

### Półfinały
| Data  | Godzina | 1 drużyna         | 2 drużyna | Wynik | Set 1 | Set 2 | Set 3 | Set 4 | Set 5 | Razem  | Statystyki |
| 30.07 | 22:00   | Włochy            | Chiny     | 3 : 0 | 25:21 | 25:20 | 25:16 |       |       | 75:57  | P2 P3      |
| 30.07 | 00:15   | Stany Zjednoczone | Brazylia  | 2 : 3 | 15:25 | 19:25 | 25:20 | 25:20 | 14:16 | 98:106 | P2 P3      |

## Runda finałowa

### Mecz o miejsce 15
| 31 lipca 2011 | Tunezja                                           | 1 : 3 (25:23, 25:27, 14:25, 17:25) | Egipt                                        | Miguel Grau, Callao                                       |  |
| 15:30         | Boughanmi Maroua - 19 pkt Ouderni Ghalia - 13 pkt | P2 P3                              | Hussein Yasmin - 21 pkt Elshamy Aya - 18 pkt | Widzów: 400 Sędziowie: Janpen Jirakakul i Mourad Lemouchi |  |

### Mecz o miejsce 13
| 31 lipca 2011 | Serbia                                      | 3 : 0 (25:19, 25:16, 25:18) | Korea Południowa                       | Miguel Grau, Callao                                       |  |
| 17:30         | Kecman Ljubica - 18 pkt Savic Maja - 13 pkt | P2 P3                       | Kim Eon-Hye - 9 pkt Kim Ji-Soo - 9 pkt | Widzów: 800 Sędziowie: Nicholas Heckford i Gad Eizikovits |  |

### Mecz o miejsce 11
| 31 lipca 2011 | Kuba                                                               | 0 : 3 (19:25, 13:25, 22:25) | Japonia                                       | Miguel Grau, Callao                                         |  |
| 19:30         | Matienzo Linares Sulian - 11 pkt Rodriguez Lopez Heidy M. - 10 pkt | P2 P3                       | Moriya Fumika - 15 pkt Horikawa Mari - 12 pkt | Widzów: 900 Sędziowie: Segundo Peña Bravo i Grzegorz Jacyna |  |

### Mecz o miejsce 9
| 31 lipca 2011 | Polska                                                       | 3 : 1 (25:19, 25:19, 19:25, 25:16) | Rosja                                                             | Miguel Grau, Callao                                       |  |
| 21:30         | Czyznielewska Zuzanna - 16 pkt Mikolajewska Ewelina - 15 pkt | P2 P3                              | Malykh Natalia - 15 pkt Manzyuk Yana i Safonova Valeriya po 9 pkt | Widzów: 500 Sędziowie: Sadayan Ramamurthy i Tadesse Seifu |  |

### Mecz o miejsce 7
| 31 lipca 2011 | Słowacja                                                              | 3 : 1 (25:23, 25:12, 29:31, 25:20) | Belgia                                         | Eduardo Dibos, Lima                                   |  |
| 19:00         | Radosova Nikola - 20 pkt Crkonova Tatiana i Kriskova Romana po 18 pkt | P2 P3                              | Van Hecke Lise - 14 pkt Cianci Lorena - 13 pkt | Widzów: 1500 Sędziowie: Heung Fai Lee i Patricia Rolf |  |

### Mecz o miejsce 5
| 31 lipca 2011 | Dominikana                                                              | 3 : 1 (23:25, 25:23, 25:18, 25:18) | Peru                                                                       | Eduardo Dibos, Lima                                |  |
| 23:00         | Martinez Brayelin Elizabeth - 24 pkt Fersola Norberto Marianne - 18 pkt | P2 P3                              | Uribe Brenda Daniela i Yllescas Clarivett po 10 pkt Herrada Grecia - 9 pkt | Widzów: 6500 Sędziowie: Laszlo Adler i Taras Ilkiw |  |

### Mecz o miejsce 3
| 31 lipca 2011 | Chiny                                 | 3 : 1 (20:25, 25:19, 25:16, 25:23) | Stany Zjednoczone                             | Eduardo Dibos, Lima                                             |  |
| 21:00         | Yang Zhou - 18 pkt Pi Yanchi - 16 pkt | P2 P3                              | Eckerman Haley - 18 pkt Reeves Kelly - 15 pkt | Widzów: 2900 Sędziowie: Anderson Cacador i Panagiotis Roussakis |  |

### Finał
| 1 sierpnia 2011 | Włochy                                             | 3 : 1 (21:25, 25:13, 25:20, 25:22) | Brazylia                                            | Eduardo Dibos, Lima                                        |  |
| 01:00           | Diouf Valentina - 22 pkt Bosetti Caterina - 20 pkt | P2 P3                              | Souza Gabriela - 16 pkt Correa Ana Beatriz - 12 pkt | Widzów: 6500 Sędziowie: Wensheng Luo i Walter Vera Merchan |  |

| MISTRZ ŚWIATA JUNIOREK 2011 |
| --------------------------- |
| WŁOCHY                      |

## Klasyfikacja końcowa
| Miejsce | Reprezentacja     |
| ------- | ----------------- |
|         | Włochy            |
|         | Brazylia          |
|         | Chiny             |
| 4.      | Stany Zjednoczone |
| 5.      | Dominikana        |
| 6.      | Peru              |
| 7.      | Słowacja          |
| 8.      | Belgia            |
| 9.      | Polska            |
| 10.     | Rosja             |
| 11.     | Japonia           |
| 12.     | Kuba              |
| 13.     | Serbia            |
| 14.     | Korea Południowa  |
| 15.     | Egipt             |
| 16.     | Tunezja           |

## Nagrody indywidualne
- MVP:  Caterina Bosetti
- Najlepsza punktująca:  Lise Van Hecke
- Najlepsza atakująca:  Caterina Bosetti
- Najlepsza blokująca:  Zhou Yang
- Najlepsza serwująca:  Lise Van Hecke
- Najlepsza rozgrywająca:  Yao Di
- Najlepsza przyjmująca:  Lucia Nikmonova
- Najlepsza libero:  Natalie Hagglund